# 羅爾河 (格拉特河支流)
47°22′00″N 8°39′11″E / 47.36678°N 8.65305°E

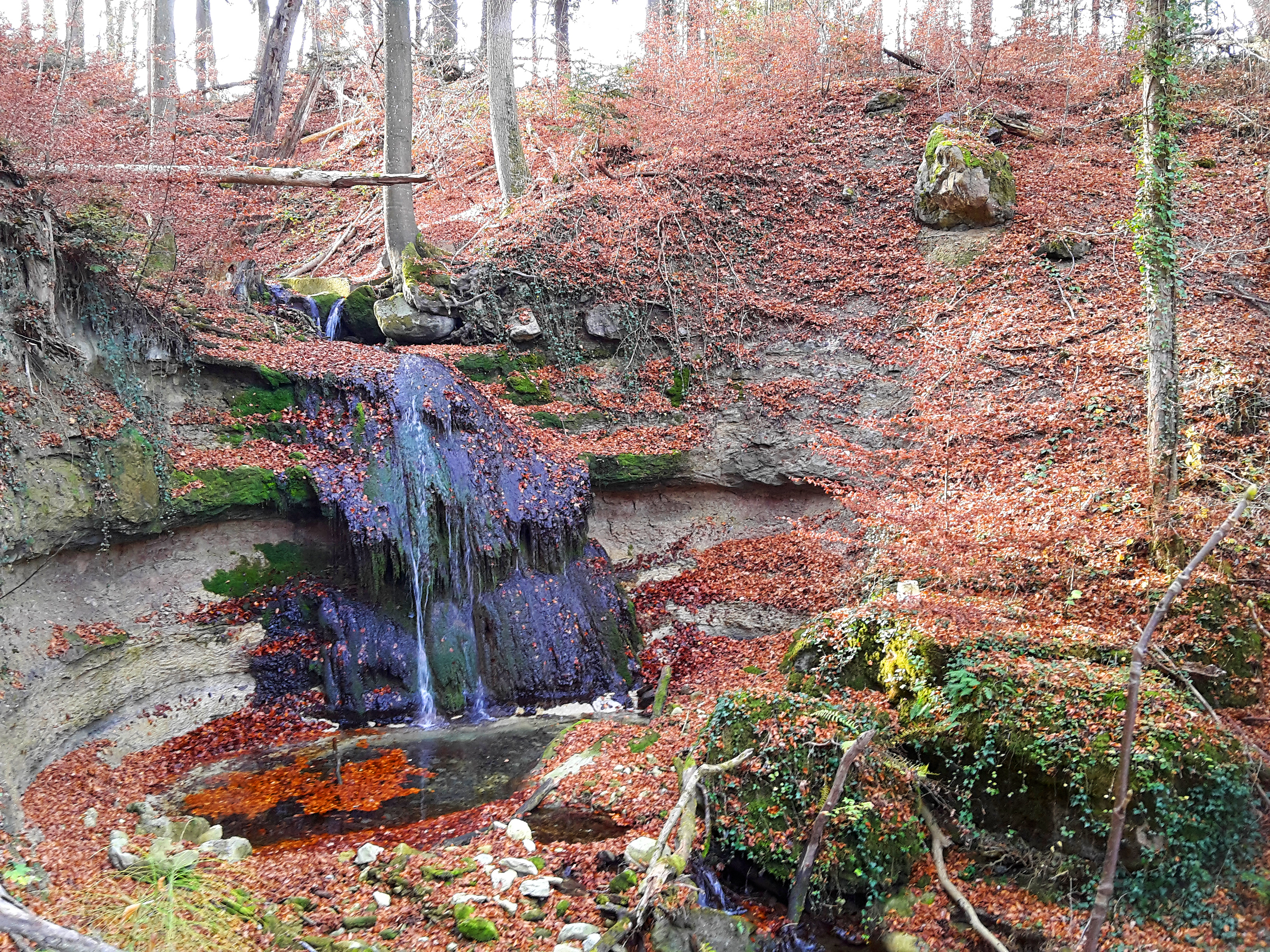

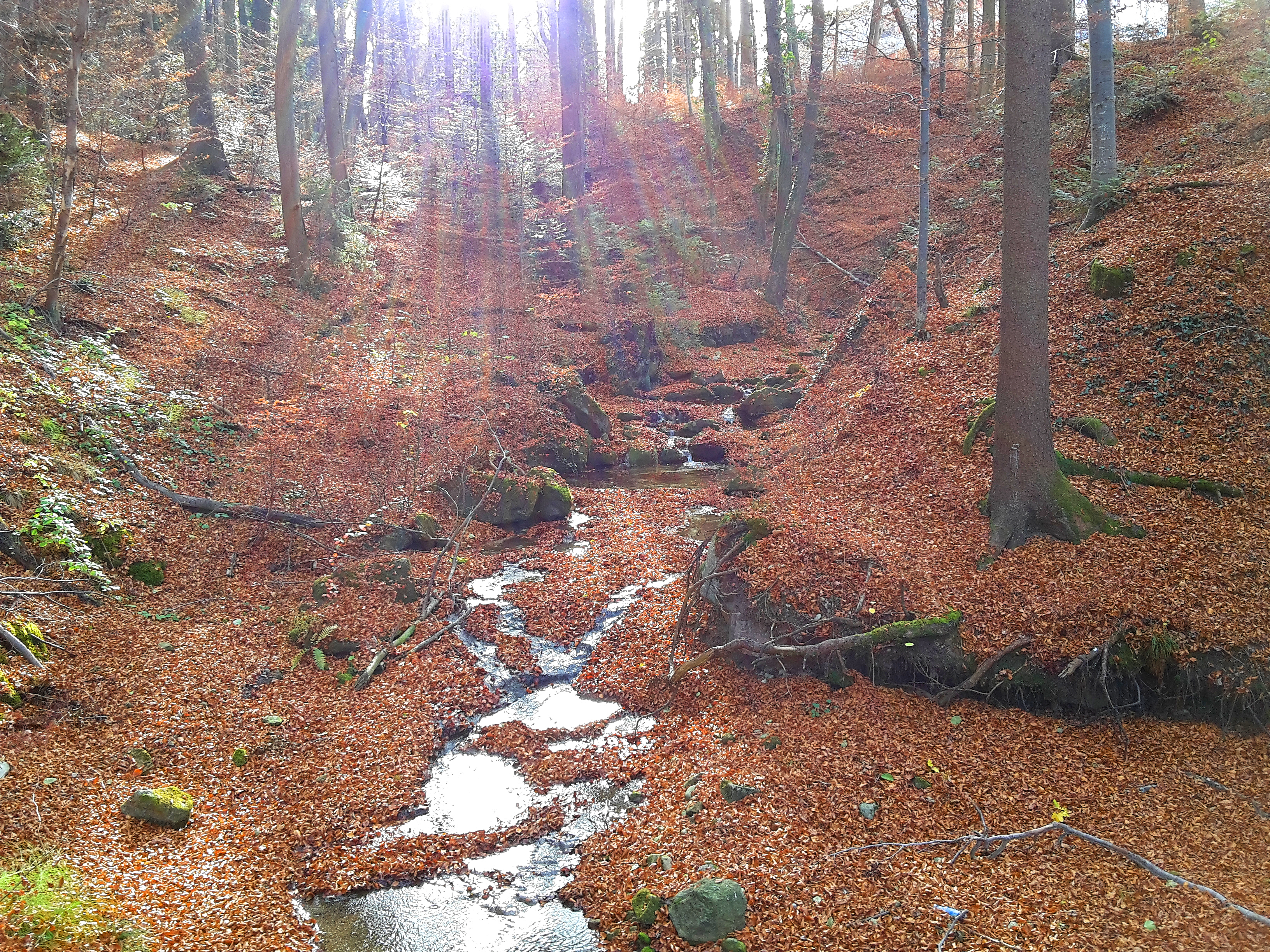

羅爾河（德語：Rohrbach）是瑞士蘇黎世州的河流，位於該國北部，屬於格拉特河的支流，河道全長2.8公里，流域面積1.6平方公里，發源自毛爾，最終注入格赖芬湖。